# Tephrosia flagellaris
Tephrosia flagellaris är en ärtväxtart som beskrevs av Karel Domin. Tephrosia flagellaris ingår i släktet Tephrosia och familjen ärtväxter. Inga underarter finns listade i Catalogue of Life.